# Hate Crew Deathroll
Hate Crew Deathroll utkom 2003 och är death metal bandet Children of Bodoms fjärde album.

## Låtar
1. Needled 24/7
2. Sixpounder
3. Chokehold (Cocked 'n' Loaded)
4. Bodom Beach Terror
5. Angels Don't Kill
6. Triple Corpse Hammerblow
7. You're Better Off Dead
8. Lil' Bloodred Ridin' Hood
9. Hate Crew Deathroll
10. Silent Scream (bonuslåt på limited edition-skivan)

## Medverkande
- Alexi Laiho - sång, gitarr
- Alexander Kuoppala - gitarr
- Janne Warman - keyboard
- Henkka Seppälä - bas
- Jaska Raatikainen - trummor